# Endlicheria arenosa
Endlicheria arenosa är en lagerväxtart som beskrevs av Chanderb.. Endlicheria arenosa ingår i släktet Endlicheria och familjen lagerväxter. Inga underarter finns listade i Catalogue of Life.